# Chacalapa, Hidalgo
Chacalapa är en ort i Mexiko.   Den ligger i kommunen Cuautepec de Hinojosa och delstaten Hidalgo, i den sydöstra delen av landet, 120 km nordost om huvudstaden Mexico City. Chacalapa ligger 2 280 meter över havet och antalet invånare är 339.
Terrängen runt Chacalapa är kuperad. Runt Chacalapa är det ganska tätbefolkat, med 108 invånare per kvadratkilometer. Närmaste större samhälle är Huauchinango, 15,7 km nordost om Chacalapa. I omgivningarna runt Chacalapa växer i huvudsak blandskog.